# Пікардійська терція

Пікардійська терція в кінці побудови у ля мінорі

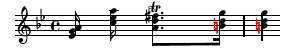
З Ich habe genug, BWV 82 Йоганна Себастьяна Баха

Пікарді́йська те́рція (фр. Tierce de Picardie), також відома як пікардійський каданс — велика терція замість очікуваної малої в генеральній (фінальній) каденції західноєвропейських музичних творів XVI–XVIII століть. Термін введений в музичний словник Жаном-Жаком Руссо (1768). Назва «пікардійська» досі не отримала задовільного пояснення. Не плутати з Вокальною формацією «Піккардійська Терція» (з подвійним «к»).